# Удмуртский областной комитет КПСС
Удмуртский областной (республиканский) комитет КПСС — центральный партийный орган, существовавший в Удмуртии (Удмуртская АО, Удмуртская АССР) с февраля 1921 года по 6 ноября 1991 года.

## История
- 4 ноября 1920 года образована Вотская автономная область из частей Вятской губернии. В феврале 1921 года на I-й Вотской областной конференции избран Вотский областной комитет РКП(б).
- В декабре 1925 года Вотский областной комитет РКП(б) переименован в Вотский областной комитет ВКП(б).
- 1 января 1932 года Вотская автономная область переименована в Удмуртскую и соответственно Вотский областной комитет ВКП(б) стал называться Удмуртским областным комитетом ВКП(б).
- 28 декабря 1934 года Удмуртская автономная область преобразована в Удмуртскую Автономную Социалистическую Советскую Республику.
- В октябре 1952 Удмуртский областной комитет ВКП(б) переименован в Удмуртский областной комитет КПСС.
- 12 октября 1990 года Удмуртский областной комитет КПСС преобразован в Удмуртский республиканский комитет КП РСФСР (в составе КПСС).
- 23 августа 1991 деятельность КП РСФСР приостановлена, а 6 ноября того же года запрещена.

## Первые секретари РКП(б)/ВКП(б)/КПСС
- 2 - 7.1921 ответственный секретарь Барышников, Степан Павлович
- 7.1921 - 8.1923 ответственный секретарь Фомин, Василий Кузьмич
- 8 - 12.1923 ответственный секретарь Сулимов, Алексей Егорович
- 12.1923 - 2.1924 и. о. ответственного секретаря Апресян, Дереник Захарович
- 2.1924 - 5.1926 ответственный секретарь Аронштам, Григорий Наумович
- 5.1926 - 8.1927 ответственный секретарь Барышников, Степан Павлович
- 8.1927 - 6.10.1930 ответственный секретарь Егоров Василий Григорьевич
- 6.10.1930 - 1931 ответственный секретарь Тёмкин, Марк Моисеевич
- 1931 - 26.2.1933 Тёмкин Марк Моисеевич
- 26.2.1933 - 20.12.1934 Акопян, Сурен Петрович
- 20 - 28.12.1934 Берман Борис Захарович (1917, 1897-1938)
- Берман, Борис Захарович (28.12.1934 — 10.06.1937)
- Барышников, Степан Павлович (19.06.1937 — 07.06.1938)
- Шлёнов, Дмитрий Васильевич (06.1938 — 11.01.1939)
- Киселёв, Василий Афанасьевич (11.01.1939 — 12.03.1940)
- Чекинов, Анатолий Петрович (15.03.1940 — 11.11.1948)
- Лысов, Пётр Николаевич (13.11.1948 — 25.09.1950)
- Суетин, Михаил Сергеевич (25.09.1950 — 23.01.1957)
- Воробьёв, Георгий Иванович (23.01.1957 — 10.04.1959)
- Кидин, Александр Николаевич (10.04.1959 — 06.06.1959)
- вакансия, и. о. 2-й секретарь Удмуртского областного комитета КПСС Игнатьев, Леонид Филиппович (06.06.1959 — 23.07.1959)
- Скулков, Игорь Петрович (23.07.1959 — 20.12.1963)
- Марисов, Валерий Константинович (21.12.1963 — 13.12.1985)
- Грищенко, Пётр Семёнович (13.12.1985 — 08.06.1990)
- Сапожников, Николай Иванович (09.06.1990 — 23.08.1991)

## Вторые секретари ВКП(б)/КПСС
- Ельцов Сергей Константинович (апрель 1931 — 20 декабря 1934)
- Иванов Павел Тимофеевич (20 декабря 1934 — апрель 1937)
- Арешев Степан Филиппович (19 июня 1937 — 23 сентября 1937)
- Воронин Александр Семенович (26 сентября 1937 — 6 июня 1938)
- вакансия (6 июня 1938 — 11 января 1939)
- Долгушев Николай Васильевич (11 января 1939 — 12 марта 1940)
- Караваев Арсений Васильевич (15 марта 1940 — 20 августа 1952)
- Игнатьев Леонид Филиппович (20 августа 1952 — 6 февраля 1963)
- Марков Аркадий Терентьевич (6 февраля 1963 — 27 марта 1967)
- Никитин Евстафий Петрович (27 марта 1967 — 28 августа 1978)
- Шишкин Михаил Иванович (28 августа 1978 — 8 октября 1982)
- Шишов Геннадий Семенович (8 октября 1982 — 28 августа 1984)
- Булгаков Леонид Николаевич (28 августа 1984 — октябрь 1990)
- Добровольский Рудольф Георгиевич (17 октября 1990 — 23 августа 1991)
- Козлов Михаил Александрович (17 октября 1990 — 23 августа 1991)